# Mile Isaković
Mile Isaković (n. 17 ianuarie 1958, Šabac, Mačvanski upravni okrug, Serbia) este un antrenor de handbal ce a reprezentat Iugoslavia, medaliat olimpic. A participat la 2 ediții ale Jocurilor Olimpice (1980, 1984) în care a câștigat o medalie de aur.